# Leichhardt Range
Leichhardt Range är en bergskedja i Australien. Den ligger i delstaten Queensland, omkring 950 kilometer nordväst om delstatshuvudstaden Brisbane.
I omgivningarna runt Leichhardt Range växer huvudsakligen savannskog. Trakten runt Leichhardt Range är nära nog obefolkad, med mindre än två invånare per kvadratkilometer. Genomsnittlig årsnederbörd är 752 millimeter. Den regnigaste månaden är januari, med i genomsnitt 202 mm nederbörd, och den torraste är oktober, med 8 mm nederbörd.